# پوماریا (کارولینای جنوبی)
پوماریا(به انگلیسی: Pomaria) شهری در ایالت کارولینای جنوبی کشور ایالات متحده آمریکا است که جمعیت آن در سرشماری سال ۲۰۱۰ میلادی، ۱۷۹ نفر بوده‌است.